# Teodosie
Teodosie (n.  ? – d. 22 ianuarie 1522, Constantinopol, Imperiul Otoman) a fost un domn al Țării Românești în 1521–1522. 

## Biografie
A devenit domnitor la o vârstă foarte fragedă, sub tutela mamei sale, Despina Brancović, în urma morții lui Neagoe Basarab. A murit la Constantinopol în decembrie 1521 sau ianuarie 1522.